# Serica anthracina
Serica anthracina är en skalbaggsart som beskrevs av Leconte 1856. Serica anthracina ingår i släktet Serica och familjen Melolonthidae. Inga underarter finns listade i Catalogue of Life.